# ルッコラ
ルッコラ（伊: rucola、学名: Eruca vesicaria subsp. sativa）は、アブラナ科キバナスズシロ属（エルーカ）の1種の、葉野菜・ハーブである。地中海沿岸原産の一年草。英語名から別名でロケット（英: Rocket）ともよばれる。ゴマに似た風味のある若い葉が利用され、主にサラダなどにして生で食べられる。
イタリア語の発音に近いルーコラと書かれる事もある。英語ではロケット (Roquette)、アルグラ、アルギュラ（Arugula [əˈɹuːgjələ])、コールウォート （Colewort)。種の和名はキバナスズシロ（黄花蘿蔔）。

## 名称
日本ではイタリア料理の普及とともに一般に知られるようになったため、園芸分野で広まったロケット（英語: rocket）よりもイタリア名ルッコラの方が知名度が高い。 イタリア語: rucola （ルーコラ）が標準形であり、rughetta, ruchetta (ルゲッタ、ルケッタ) とも呼ぶ。 英語: rocket は フランス語: roquette （ロケット）から来ており、アメリカ英語: arugula はイタリア語の方言形から来ているといわれているが、後者が使われ出したのは20世紀半ば過ぎである。
英語名ロケットはハナダイコン Hesperis matronalis のことを指すこともある。正確には、キバナスズシロ Eruca vesicaria は garden rocket や rocket-salad、ハナダイコンは dame rocket などという。

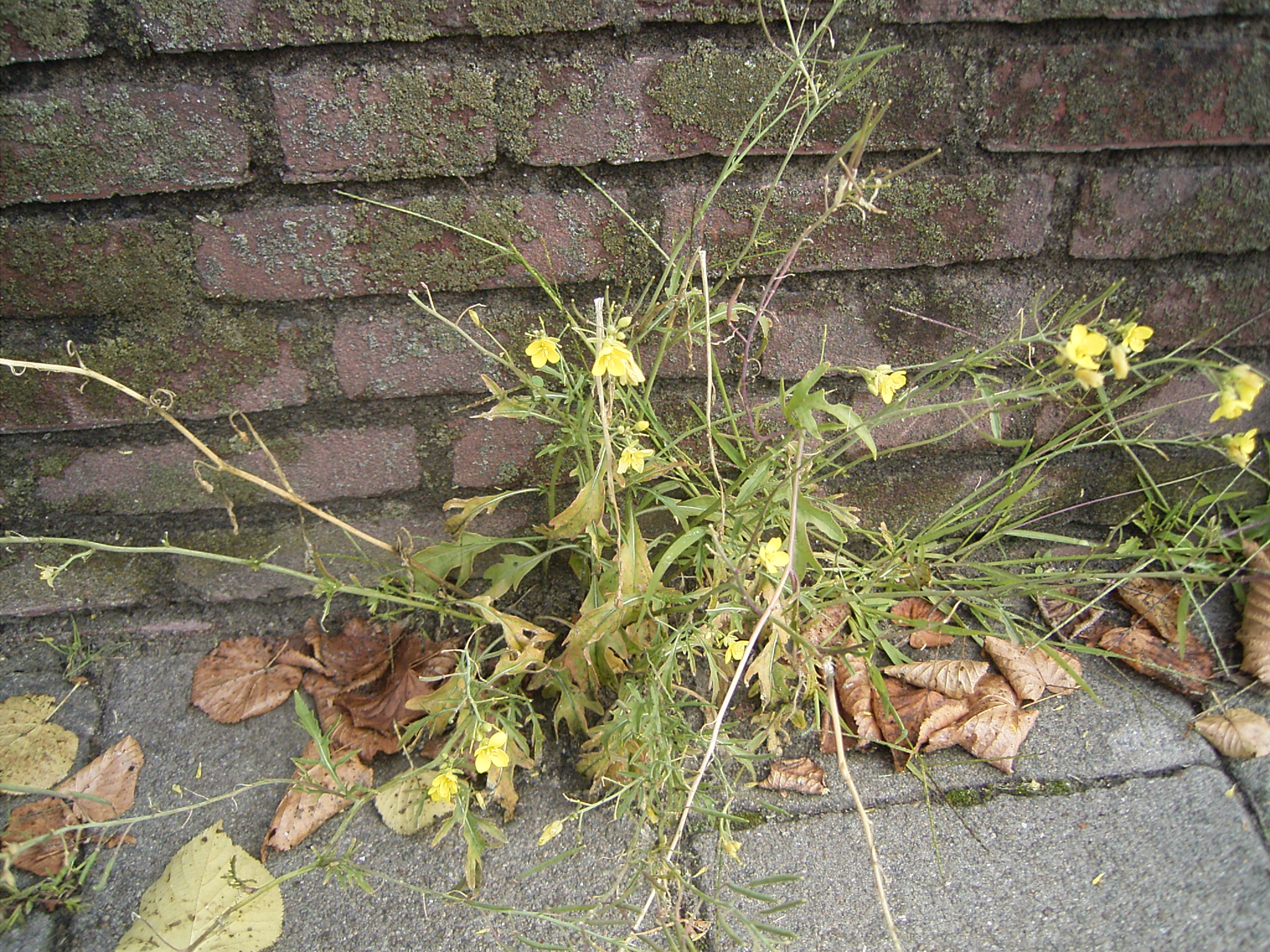
ロボウガラシ（ルケッタ・セルヴァティカ）

スズシロとは、ダイコンを意味する。
イタリア語: ruchetta selvatica（「野生のルケッタ」）と呼ばれる別属の野生種ロボウガラシ Diplotaxis tenuifolia とキバナスズシロ Eruca vesicaria はどちらもルッコラやルーコラと呼ぶが、キバナスズシロのみをルーコラ、ロボウガラシをルケッタと区別することもある。
古代エジプトではエスレキンキンとよばれた。

## 特徴
イタリア料理で馴染みがある香味野菜で、食材としての旬は5 - 7月か11 - 12月といわれており、葉先までピンとして茎がしっかりしたものが市場価値の高い良品とされる。炒りゴマのような風味とほのかな辛みが特徴。日光に当たるほど緑が濃くなり辛みも強くなる。
栄養的には、可食部100グラム (g) あたりの熱量は19キロカロリー (kcal) で、カルシウム・鉄分・ビタミンC・ビタミンEが豊富で、ビタミンCはホウレンソウの約2倍含まれている。辛味成分のアリルイソチオシアネートは抗酸化作用や肌を美しく保つ効果がある。また、アリルイソチオシアネートには抗菌作用があるとされ、がん抑制などの効果があると期待されている。
「キバナ」という和名にもかかわらず、花は白色ないし薄いクリーム色である。

## 種

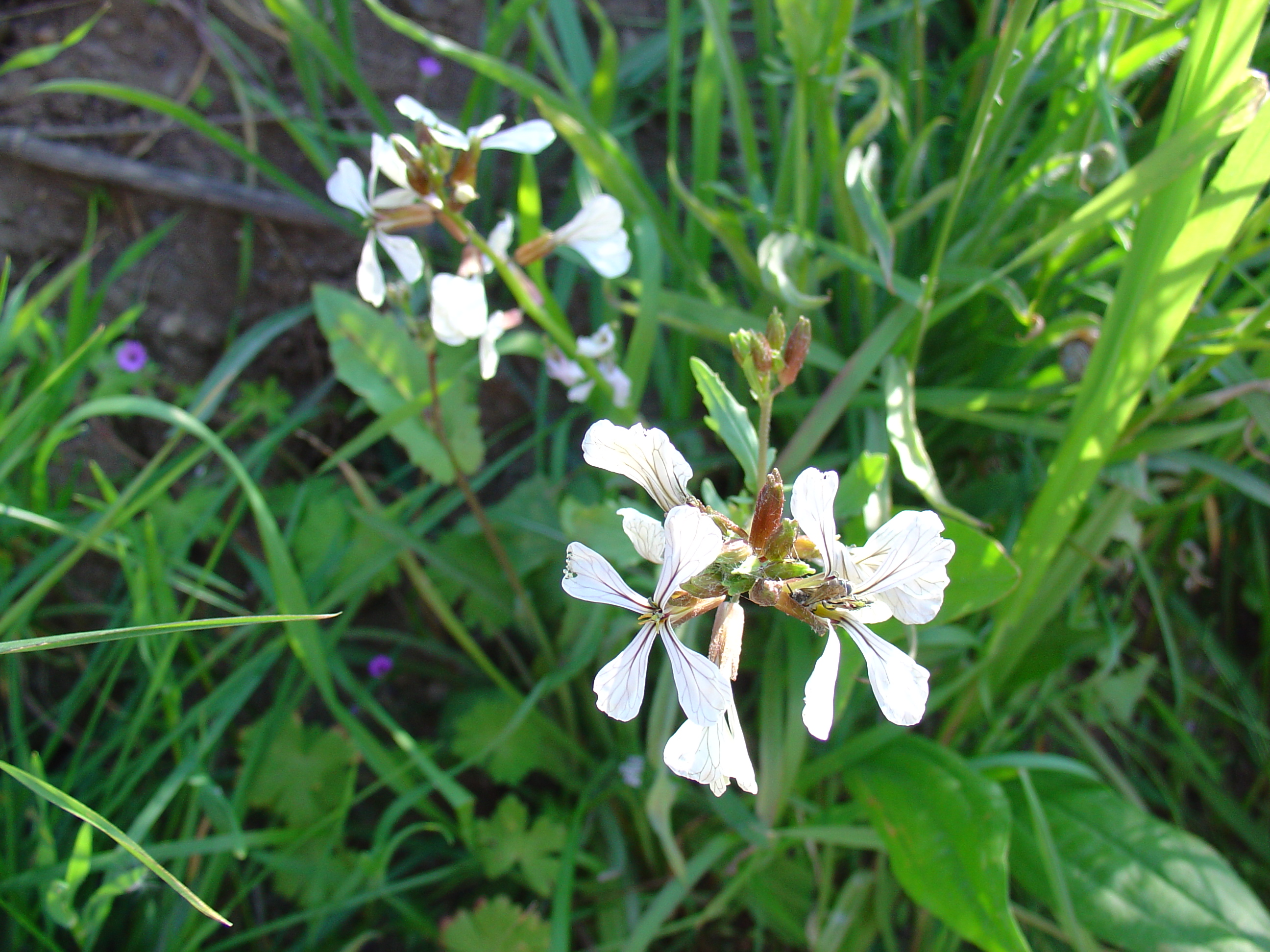
ルッコラの野生種

系統的にはキバナスズシロ属（エルーカ）には種分化は認められず、1種キバナスズシロ Eruca vesicaria だけが属する。
しかし、細分化した種分類も広くおこなわれており、その場合、ルッコラには Eruca sativa の学名が与えられ、この種がキバナスズシロとされる。そのほかの種には、野生種 Eruca vesicaria、北アフリカで栽培されている Eruca pinnatifida があり、さらに多くの種を認める説もある。ただしいずれも、多少風味が違うものの、ルッコラ同様に利用される。
折衷的な説として、ルッコラを亜種 Eruca vesicaria ssp. sativa に分類することもある。

## 利用方法
加熱すると独特の辛み・苦みは消えてしまうため、風味を生かすため生で使うのがふつうである。主にサラダ、カルパッチョとして葉を生食するほか、シンプルなパスタや焼いたピザの仕上げに散らして、彩りと香りを加えるという使い方もされる。ホウレンソウやオランダガラシなどと共にサラダに混ぜて使われる。また、おひたしや炒め物に使われる。
種には強壮作用があるとされハーブティーに用いられる。

## 栽培

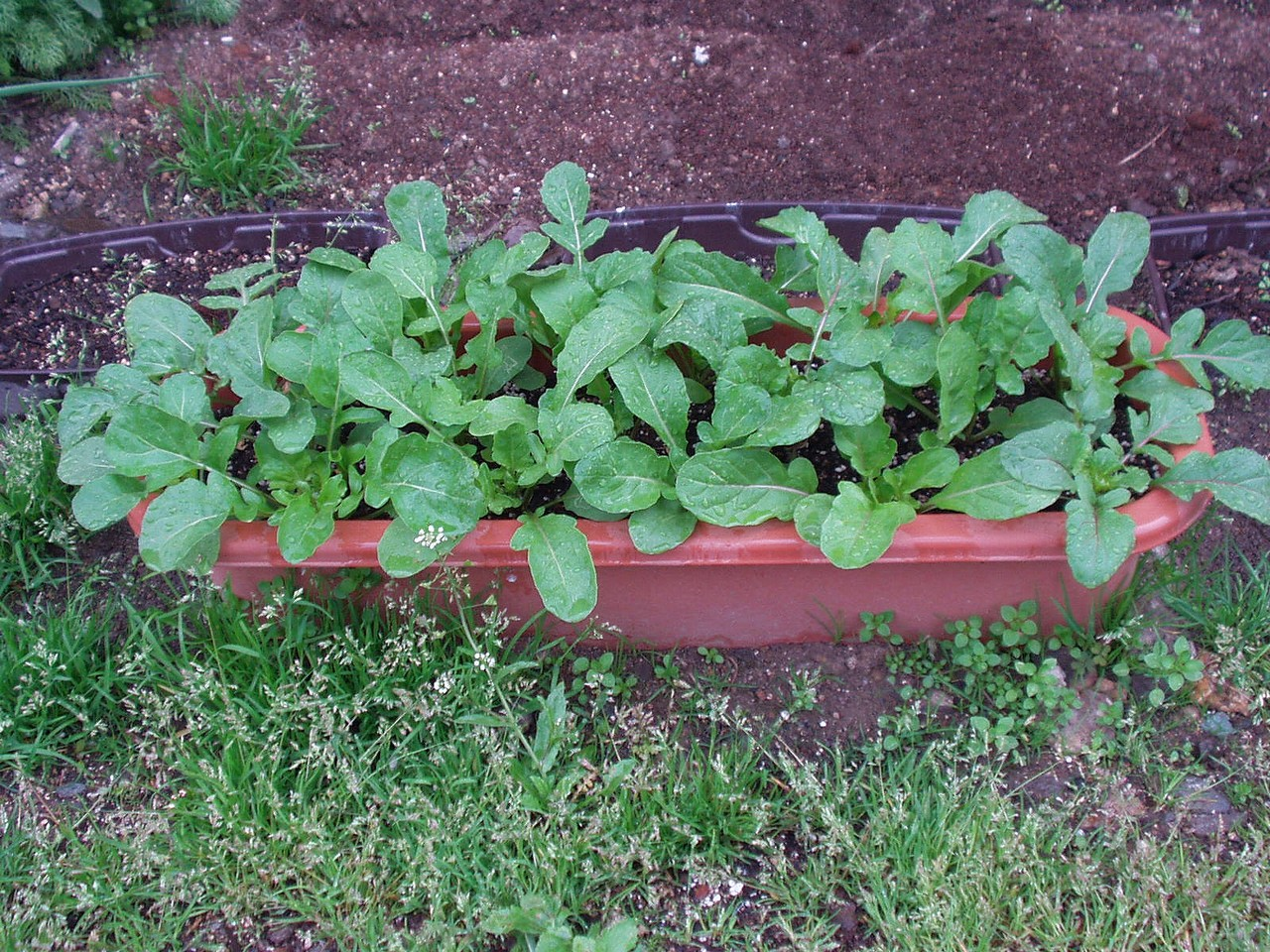
プランターでの栽培

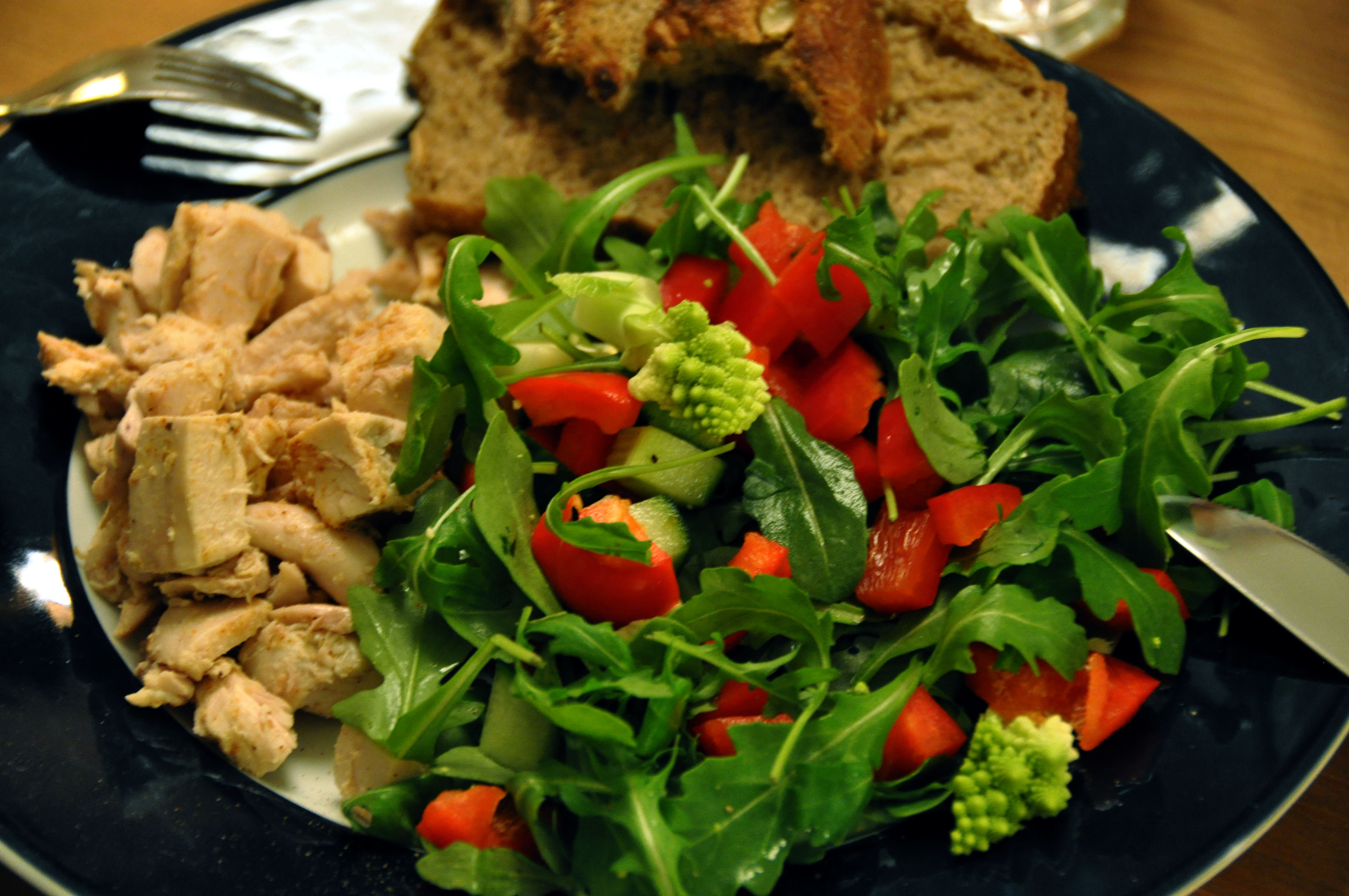
調理例（サラダ）

ほれ薬の効果があると信じられ、ローマ帝国の時代から栽培されてきたものの、大規模な生産は1990年代になるまで進んでいなかった。栽培地としてはイタリア北西部のヴェネト州が有名。
ルッコラは1年草で発芽率が高く、また病気もほとんどないため比較的栽培しやすいが、アブラムシ、アオムシなどの虫がつきやすい。アブラムシなど防ぐため、トンネルをかけると効果的といわれる。2か月ほどで収穫することができるため、プランターでも栽培でき、家庭菜園に向いている。日当たりのよい場所を好んで育つ。水はけがよく、湿り気があり、有機質を多く含んだ栄養豊富な土が適している。
早春に種まきする「春どり」、晩春から初夏に種まきする「夏どり」、晩夏から初秋に種をまく「秋どり」の各作型がある。葉を採ることが目的の場合、真夏を除きいつでも種をまくことができるため、種をまく時期をずらして栽培すれば一年を通してルッコラを楽しむことができる。しかし、とう立ちさせてしまうと葉がかたくなり、食用に適しにくくなる。花は春に咲き、クリーム色をしている。アブラナ科に特有の4花弁の十字型をしており、花弁には紫色の脈が入っていて、中央部は黄みがかっている。
直まきで筋まきし、生長を見ながら間引きしながら育て、株間は3 - 4センチメートル (cm) ほどにする。草丈が7 - 8 cmくらいになったら、ぼかし肥などをばらまいて追肥を行う。草丈が15 cmに伸びたら収穫期で、株ごと抜くか、外側の葉から摘んで収穫する。